# 허파쐐기압

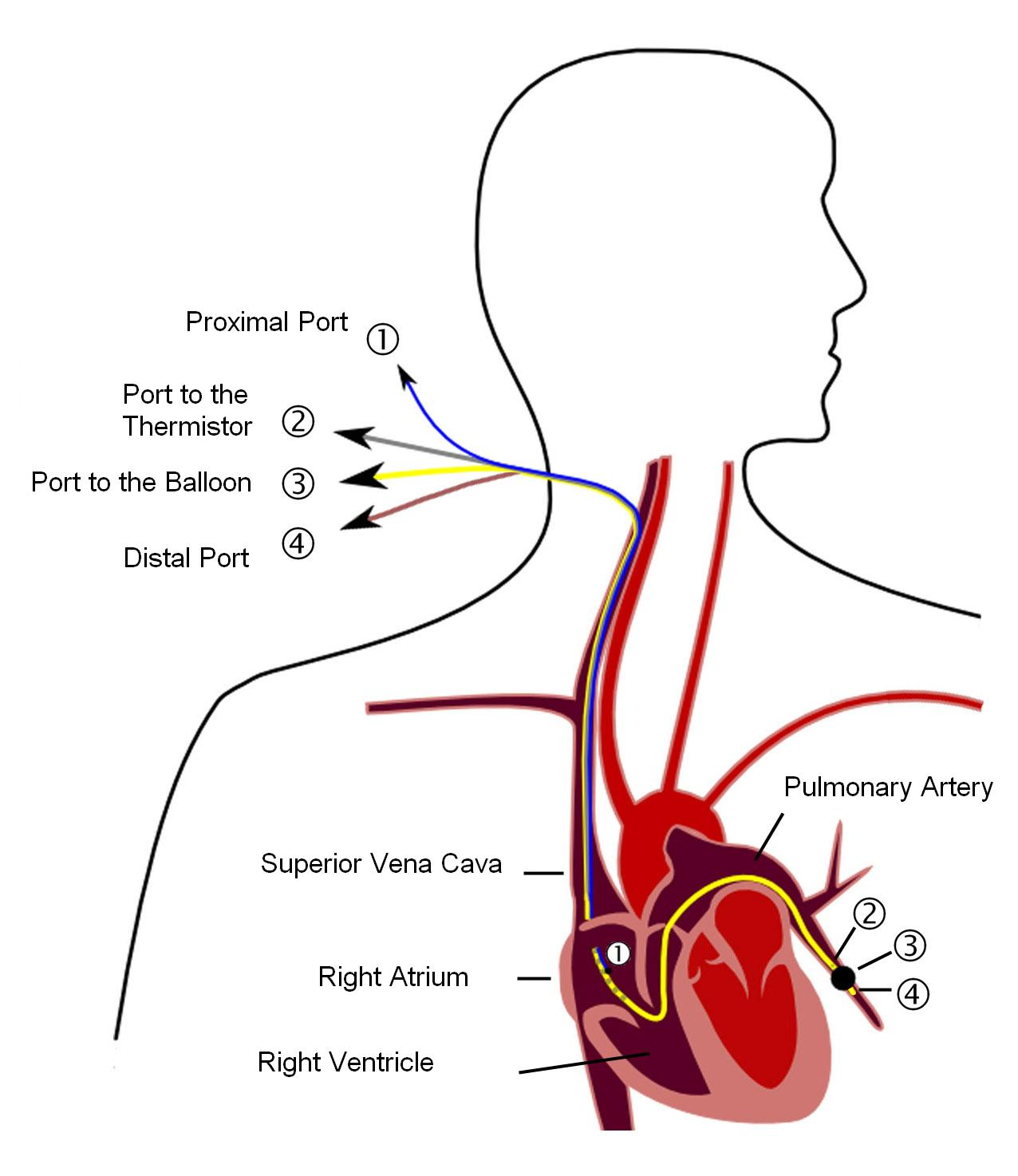
허파동맥 카테터가 제자리에 있는 그림

허파쐐기압(pulmonary wedge pressure, PWP, 폐쐐기압) 또는 허파동맥쐐기압(pulmonary arterial wedge pressure, PAWP 폐동맥쐐기압) 또는 허파모세혈관쐐기압(pulmonary capillary wedge pressure, PCWP, 폐모세혈관쐐기압) 또는 허파동맥 폐쇄압(pulmonary artery occlusion pressure, PAOP, 폐동맥 폐쇄압) 또는 단면압(cross-sectional pressure)은 폐동맥 카테터(pulmonary artery catheter)와 부풀린 풍선을 작은 폐동맥 분지에 쐐기로 고정하여 측정되는 압력이다. 이것은 좌심방압(left atrial pressure, 왼심방압력)을 추정하는데 쓰인다.

## 같이 보기
- 허파동맥 카테터
- 평균 동맥압